# Фигурное катание на зимних Олимпийских играх 1932 — парное катание
Соревнования по фигурному катанию в парном разряде на зимних Олимпийских играх 1932 прошли 12 февраля в Лейк-Плэсиде (США) на искусственном льду на катке Олимпийской арены.

## Медалисты
| Дисциплина     | Золото                             | Серебро                               | Бронза                                 |
| Парное катание | Франция · Андре Брюне · Пьер Брюне | США · Беатрикс Логран · Шервин Бэджер | Венгрия · Эмилия Роттер · Ласло Соллаш |

## Результаты
| Место | Имя                             | Страна  | Сумма мест | Баллы |
| ----- | ------------------------------- | ------- | ---------- | ----- |
| 1     | Андре Брюне / Пьер Брюне        | Франция | 12         | 76.7  |
| 2     | Беатрикс Логран / Шервин Бэджер | США     | 16         | 77.5  |
| 3     | Эмилия Роттер / Ласло Соллаш    | Венгрия | 20         | 76.4  |
| 4     | Ольга Оргоништа / Шандор Салаи  | Венгрия | 28         | 72.2  |
| 5     | Констанс Уилсон / Бад Уилсон    | Канада  | 35         | 69.6  |
| 6     | Фрэнсис Клаудет / Чаункей Бангс | Канада  | 36         | 68.9  |
| 7     | Гертруда Мередит / Джозеф Саваж | США     | 49         | 59.8  |

## Судейство
Главным арбитром соревнований в парном катание был Джоэл Либерман (США). Судьями на Олимпийском турнире были также:
- Ингвар Брин (Норвегия)
- Герберт Кларк (Великобритания)
- Ганс Грюнауэр (Австрия)
- Вальтер Якобссон (Финляндия)
- Георг Торчон (Франция)
- Еню Минних (Венгрия)
- Чарльз Ротт (США).